# Екпенди (Ескельдинский район)
Екпенди (каз. Екпінді) — село в Ескельдинском районе Жетысуской области Казахстана. Входит в состав Туленгутского сельского округа. Код КАТО — 196455200.

## Население
В 1999 году население села составляло 438 человек (215 мужчин и 223 женщины). По данным переписи 2009 года, в селе проживало 438 человек (224 мужчины и 214 женщин).